# Starling Air
Starling Air V/Peter Nordquist (im Markenauftritt Starling Air) ist eine dänische Fluggesellschaft mit Sitz und Basis auf dem Flugplatz Ærø in Marstal.

## Unternehmen
Starling Air wurde 1983 gegründet und betreibt Linien-, Charter- und Rundflüge sowie Flüge mit Werbebannern. Das Unternehmen bietet Schulungen sowohl für das Privatflugzeugzertifikat – PPL (A) als auch für das Nachtflugzertifikat an. Starling Air bekam von der dänischen Luftfahrtbehörde das Luftverkehrsbetreiberzeugnis (AOC) mit der Genehmigungsnummer DK.AOC.031.

## Flugziele
Starling Air führt von seiner Basis Ærø Flüge nach Kopenhagen-Roskilde über Svendborg und Ringsted durch.

## Flotte
Mit Stand Oktober 2023 besteht die Flotte der Starling Air aus vier Flugzeugen:
| Flugzeugtyp           | Anzahl | Luftfahrzeugkennzeichen | Anmerkungen | Sitzplätze            |
| --------------------- | ------ | ----------------------- | ----------- | --------------------- |
| Cessna 172 Skyhawk    | 2      | OY-ANG                  |             | 4 Erwachsene + 1 Kind |
| Cessna 172 Skyhawk    | 2      | OY-PEV                  |             | 4 Erwachsene + 1 Kind |
| Cessna 206 Stationair | 1      | OY-BUY                  |             | 6                     |
| Partenavia P.68       | 1      | OY-BSE                  |             | 6                     |
| Gesamt                | 4      |                         |             |                       |